# Fortune (álbum)
Fortune —en español: Fortuna— es el quinto álbum del cantante estadounidense de R&B Chris Brown y fue lanzado el 3 de julio de 2012 por RCA Records, siguiendo la disolución de Jive Records en octubre de 2011. Tras haber finalizado el álbum F.A.M.E., Brown confirmó en Twitter que lanzaría Fortune en 2012 y empezó a ser grabado en octubre de 2011 y últimamente será grabado en junio de 2012. El álbum fue producido por Brown, así como por varios productores discográficos, entre ellos The Underdogs, Polow da Don, Brian Kennedy, The Runners, The Messengers, H-Money, Danja y Benny Benassi. El álbum también cuenta con apariciones especiales de varios artistas, entre ellas Big Sean, Wiz Khalifa, Nas, Sevyn Streeter y Kevin McCall .
Originalmente pensado para su lanzamiento, 6 meses después de su cuarto álbum de estudio, F.A.M.E., Fortune obtuvo varios retrasos, antes de su fecha final de lanzamiento, el 3 de julio de 2012. La estética azul y futurista del álbum se destaca por separarse de inspiraciones de grafiti de sus últimos álbumes, F.A.M.E (2011) y Grafitti (2009).

## Sencillos
- «Turn Up the Music» es el primer sencillo y fue lanzado el 7 de febrero de 2012 en ritmo contemporáneo en la radio.
- «Sweet Love» es el segundo sencillo y fue lanzando el 10 de abril de 2012.
- «Till I Die» es el tercer sencillo y fue lanzando el 17 de abril de 2012.
- «Don't Wake Me Up» es el cuarto sencillo y fue lanzado el 18 de mayo de 2012.

## Lista de canciones
| Edición Estándar |                                                 | |                                                    |          |  |
| N.º              | Título                                          | Escritor(es) | Productor(es)                                      | Duración |  |
| 1.               | «Turn Up the Music»                             | Chris Brown, Harvey Mason, Jr., Damon Thomas, Alexander Palmer, Terence Cole, Michael Jiménez, Jeannine Sharp                                        | The Underdogs, Fuego                               | 3:49     |  |
| 2.               | «Bassline»                                      | | Pop Wansel, Dayvi Jae*                             | 3:58     |  |
| 3.               | «Till I Die» (con Big Sean y Wiz Khalifa)       | Danja | Danja                                              | 3:56     |  |
| 4.               | «Mirage» (con Nas)                              | Brown, Harmony "H Money" Samuels, Eric Bellinger, Nasir Jones, Kevin McCall                                                                          | Harmony, Brown*                                    | 4:17     |  |
| 5.               | «Don't Judge Me»                                | | The Messengers                                     | 4:00     |  |
| 6.               | «2012»                                          | | Adonis, McCall                                     | 4:08     |  |
| 7.               | «Biggest Fan»                                   | Brown, Andre Davidson, Paul Davidson, Andrew Harris, Jermaine Jackson, Amber Streeter                                                                | The Runners, The Monarch*                          | 3:59     |  |
| 8.               | «Sweet Love»                                    | Brown, Greg Curtis, Jamal Jones, Cory Marks, Jason Perry, Tommy Doyle                                                                                | Polow da Don, Jason "JP" Perry                     | 3:19     |  |
| 9.               | «Strip» (conKevin McCall)                       | Brown, McCall, Joseph Bereal, Justin Henderson, Streeter, Chris Whitacre                                                                             | Tha Bizness                                        | 2:47     |  |
| 10.              | «Stuck on Stupid»                               | | Brian "BK" Kennedy, Dante Jones*                   | 3:58     |  |
| 11.              | «4 Years Old»                                   | Brown, Tommy Hitz, Samuel Jean, Jones | Polow da Don, Tommy Hittz                          | 3:49     |  |
| 12.              | «Party Hard / Cadillac (Interlude)» (con Sevyn) | Brown, Jean, Streeter | Kennedy, Boi-1da                                   | 5:14     |  |
| 13.              | «Don't Wake Me Up»                              | Brown, Allessandro Benassi, Marco Benassi, Ryan Buendia, Priscilla Hamilton, Jean-Baptiste, Nicholas Marsh, Mike McHenry, William Orbit, Alain Whyte | Benny & Alle Benassi, Free School, Orbit, Kennedy* | 3:42     |  |
| 14.              | «Trumpet Lights» (con Sabrina Antoinette)       | Brown, Jones, Kesia Hollins, Jerome "J Roc" Harmon, Shawn Boodram, Michel Boodram                                                                    | Polow da Don, Harmon*                              | 3:47     |  |

| Pistas adicionales de la edición Deluxe |                                |                                                                   |                             |          |  |
| N.º                                     | Título                         | Escritor(es)                                                      | Productor(es)               | Duración |  |
| 15.                                     | «Tell Somebody»                | Brown, Jones, Hollins, Harmon, S. Boodram, M. Boodram             | Polow da Don, Harmon*       | 4:04     |  |
| 16.                                     | «Free Run»                     |                                                                   | The Underdogs               | 4:01     |  |
| 17.                                     | «Remember My Name» (con Sevyn) | Brown, Buendia, Jonas Jeberg, Baptiste, McCall, McHenry, Streeter | Free School, Brown, Jeberg* | 3:39     |  |
| 18.                                     | «Wait for You»                 | Brown, Bellinger, Courtney Harrell, David Samuels                 | H Money, Brown*             | 3:38     |  |
| 19.                                     | «Touch Me» (con Sevyn)         |                                                                   | R.A.P. 1220                 | 3:37     |  |

| Edición de pistas de tráiler Deluxe (Irlanda y Reino Unido) |                    |                              |             |          |  |
| N.º                                                         | Título             | Escritor(es)                 | Producer(s) | Duración |  |
| 20.                                                         | «Key 2 Your Heart» | Brown, Dallas Austin, McCall |             | 3:23     |  |
| 21.                                                         | «Do It Again»      |                              |             | 3:34     |  |

| Edición de pistas de tráiler Deluxe japonesa |              |                              |               |          |  |
| N.º                                          | Título       | Escritor(es)                 | Productor(es) | Duración |  |
| 22.                                          | «Your World» | Brown, Nasri, Adam Messinger |               | 3:50     |  |

## Fecha de lanzamiento
| País           | Fecha               | Formato              | Discográfica             | Edición(es)       |
| -------------- | ------------------- | -------------------- | ------------------------ | ----------------- |
| Irlanda        | 29 de junio de 2012 | CD, Descarga digital | Sony Music Entertainment | Estándar, deluxe. |
| Alemania       | 29 de junio de 2012 | CD, Descarga digital | Sony Music Entertainment | Estándar          |
| Países Bajos   | 29 de junio de 2012 | CD, Descarga digital | Sony Music Entertainment | Estándar, deluxe  |
| Francia        | 2 de julio de 2012  | CD, Descarga digital | Sony Music Entertainment | Estándar, deluxe  |
| Reino Unido    | 2 de julio de 2012  | CD, Descarga digital | RCA Records              | Estándar, deluxe  |
| Canadá         | 3 de julio de 2012  | CD, Descarga digital | RCA Records              | Estándar, deluxe  |
| Estados Unidos | 3 de julio de 2012  | CD, Descarga digital | RCA Records              | Estándar, deluxe  |
| Japón          | 4 de julio de 2012  | CD                   | Sony Music Entertainment | Estándar          |
| Australia      | 6 de julio de 2012  | CD, Descarga digital | Sony Music Entertainment | Deluxe            |